# 台湾電力5号形蒸気機関車
台湾電力5号形蒸気機関車は、かつて日本統治時代の台湾で台湾電力が使用したタンク式蒸気機関車である。なお、この名称は、台湾電力では形式を付与していなかったため、便宜的に呼称するものである。

## 概要
1922年（大正11年）に、ドイツのオーレンシュタイン・ウント・コッペルで2両（製造番号 10341, 10342）が製造された、車軸配置0-6-0(C)、軌間1,067mm（3ft6in）の飽和式2気筒単式のサイド・ウェルタンク機関車である。台湾電力が日月潭での水力発電所建設のために敷設した専用鉄道で使用するために購入されたもので、主に外車埕駅 - 門牌潭発電所間で使用された。番号は5, 6、全長7,420mm、運転整備重量23tの小型機関車であるが、出力は160HPと外地を含む日本に来着したコッペル機の中では比較的大型であった。
同線は、1927年（昭和2年）5月1日付けで台湾総督府に買収され、台湾総督府鉄道の集集線となったが、その際に本形式は45形（45, 46）に改番され、1937年（昭和12年）の称号規程改正では、C33形（番号不変）となっている。
台湾電力以来、本形式は二水機関庫に配置され、集集線で使用されたが、1928年（昭和3年）には、1両が彰化庫の配置であった。1931年（昭和6年）には嘉義庫、高雄庫の配置となり、翌1932年（昭和7年）には非営業用とされ、温水洗缶装置を装備してボイラーの洗缶用となっている。その後、1938年（昭和13年）に2両とも廃車となった。
廃車後は、1両（番号不明）が明治製糖の南靖工場に譲渡され、太平洋戦争後は台湾糖業公司新営總廠の12となった。1966年には、同所で使用されているのが確認されているが、空気ブレーキを取り付けて側水槽を拡大している。足回りはオリジナルでは軸距900mm+900mmの1,800mmで主動輪は第3動輪であったが、この時点で第1動輪の位置はそのままに総軸距約2,400mmに拡大され、主動輪も第2動輪となっている。側水槽の拡大は、1930年頃に行われたらしい。

## 主要諸元
「全國機關車要覧」（1929年刊）による諸元は次のとおりである。しかし、この機関車は本来メートル法で設計されているので、近藤一郎はオリジナルの動輪径は他の同形車と同じ830mmが正しいとしている。
- 全長 : 7,418mm
- 全高 : 3,410mm
- 軌間 : 1,067mm
- 車軸配置 : 0-6-0(C)
- 動輪直径 : 813mm（830mmの筈）
- 弁装置 : ワルシャート式
- シリンダー（直径×行程） : 330mm×400mm
- ボイラー圧力 : 13.0kg/cm²（12.37kg/cm²の筈）
- 火格子面積 : 0.87m²
- 伝熱面積 : 60.11m²
- 煙管蒸発伝熱面積 : 56.13m²
- 火室蒸発伝熱面積 : 3.98m²
- 小煙管（直径×長サ×数） : 45mm×3,124mm×130本
- 機関車運転整備重量 : 23.00t
- 機関車空車重量 : 18.00t
- 機関車動輪上重量（運転整備時） : 23.00t
- 水タンク容量 : 2.53m³
- 燃料積載量 : 0.96t
- ブレーキ装置 : 蒸気ブレーキ、手用ブレーキ
- シリンダ引張力（0.85P） : 6,010kg（動輪直径830mm、ボイラー圧力12.37kg/cm²では、5,520kg）

## 同形機
1922年製の富士製紙に納入された1両（製造番号 10322）と、1923年製の王子製紙に納入された1両（製造番号 10417）が台湾電力5号形と同形の機関車として挙げられる。前者は160HP形で同社の江別工場で2として使用され、1933年に王子製紙に合併、戦後の財閥解体により北日本製紙の2となり、1963年（昭和38年）まで在籍した。この機関車は、原形では台湾電力5,6とは連結器を除き全く同形だったとみられる。後者は、金田茂裕が交通博物館所蔵の資料から発見した180HP形で、メーカーの納入先リストでは「Nunobiki, Japan」とあり、布引電気鉄道が発注者とされているが、詳細は不明である。